# Sund (Noruega)
Sund es un municipio de la provincia de Hordaland, Noruega. Este se ubica en el distrito de Midhordland. El centro administrativo es la localidad de Skogsvåg. Otros asentamientos son Klokkarvik, Tælavåg, Kausland y Hammarsland.
Sund cubre un tercio del sur de la isla de Store Sotra, al oeste de la ciudad de Bergen. Esto incluye a los islotes que se encuentran en las cercanías. El municipio es predominantemente rural, siendo Hammarsland la villa más poblada con aproximadamente 900 habitantes. Debido a la cercanía a la ciudad de Bergen, la población suele trabajar allí.

## Evolución administrativa

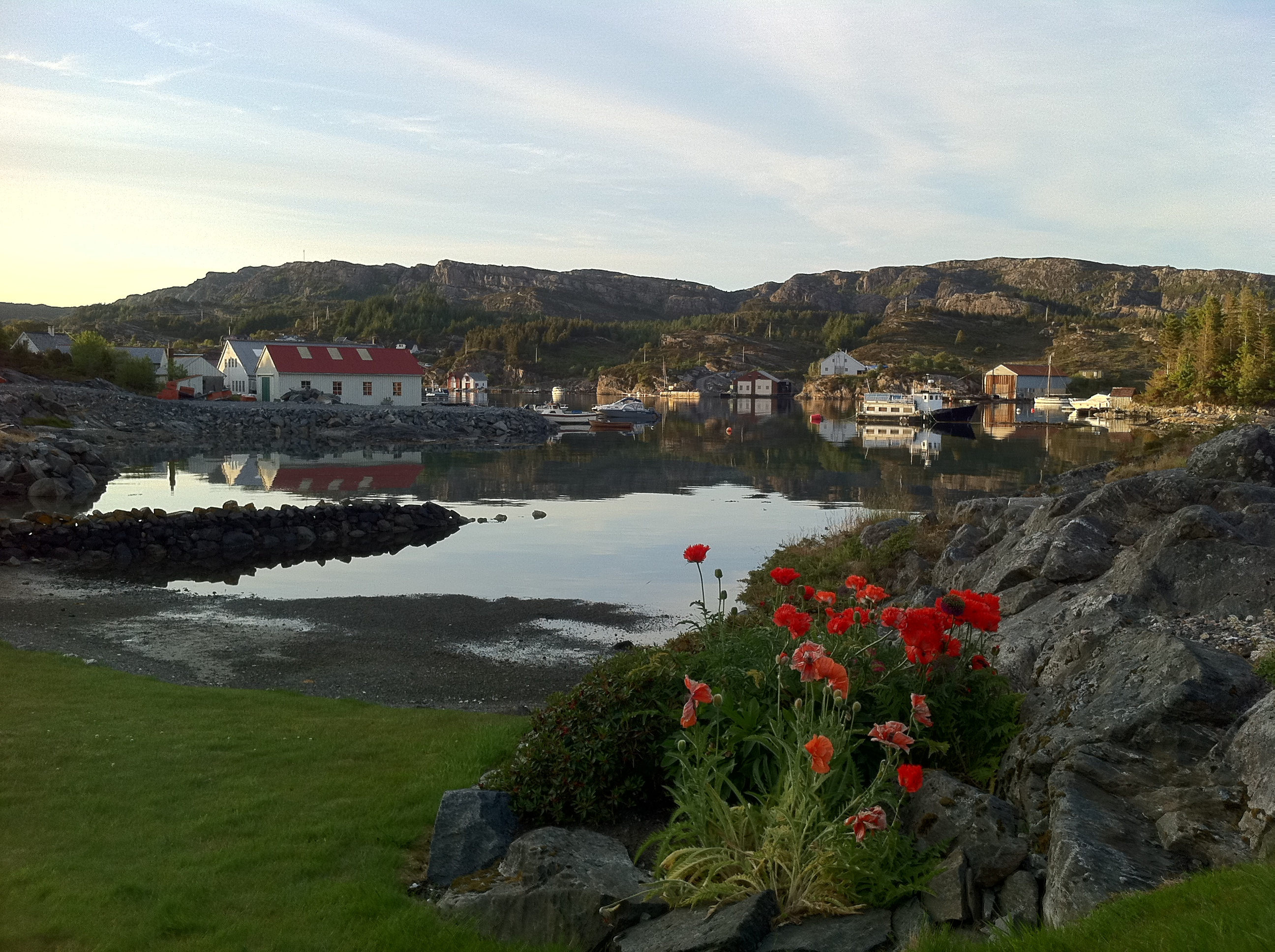
Vista de Forlandsvåg

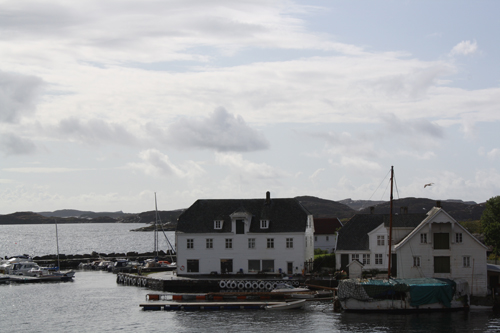
Negocios históricos en la bahía de Glesvær

Sund fue creado el 1 de enero de 1838. En 1886 la zona sur del municipio es separada para crear el municipio de Austevoll. No ha habido modificaciones territoriales desde entonces.

## Etimología
El nombre deriva de la granja Sund. La palabra es idéntica a la noruega "sund", que significa estrecho.

## Transportes
El puente Sotra, abierto en 1971, permitió un aumento importante en el turismo y en la llegada de nuevos habitantes, tras décadas de estancamiento. Debido al rápido incremento de tráfico entre Bergen y Sotra, hay planes para la ampliación de las vías, las que incluyen un puente de doble carril, reemplazando al puente Sotra y nuevas carreteras hacia Øygarden y Sund.

## Historia
El 26 de abril de 1942, luego de descubrir a 2 agentes de la Compañía Linge escondidos en Telavåg, la Gestapo llegó a arrestar a los oficiales noruegos. Más tarde se originó un tiroteo, que terminó en las muertes de los oficiales alemanes Johannes Behrens y Henry Bertram y del noruego Arne Værum. El reichskommissar Josef Terboven ordenó, como represalia, la destrucción de la localidad y la ejecución o envío de los hombres al campo de concentración de Sachsenhausen, mientras que a las mujeres y niños se les condenó a 2 años de prisión. Además, 18 presos noruegos fueron ejecutados. Este hecho es ahora conocido como la tragedia de Telavåg y es comparada con la masacre perpetrada en Lídice como ejemplo de atrocidades cometidas en la Segunda Guerra Mundial.

## Geografía

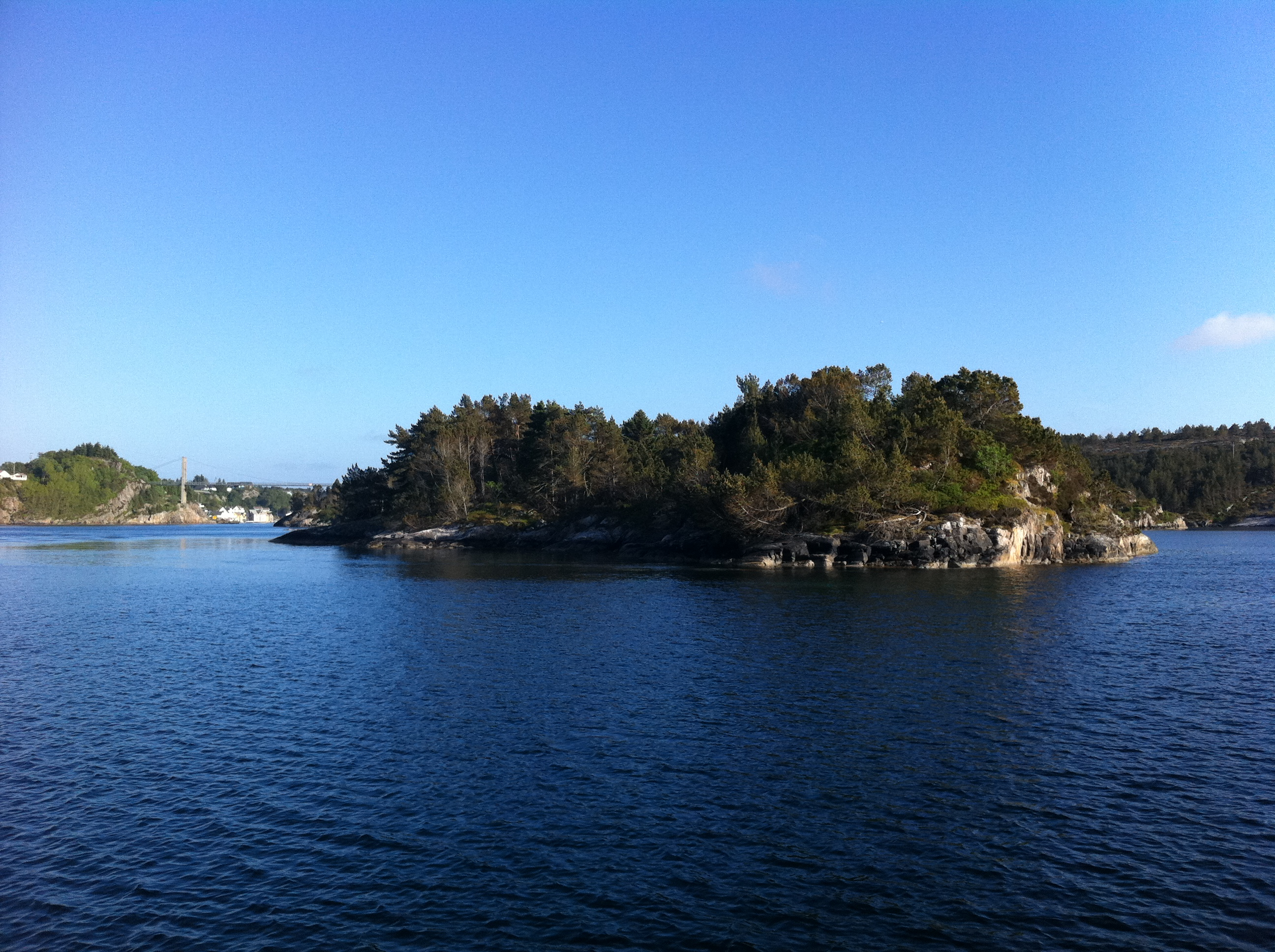
Vista de Nordspissen en Toftøya

Sund cubre un tercio de la zona sur de la isla Store Sotra, como también los islotes circundantes. Los más grandes son Toftøya, Lerøyna, Bjelkarøyna, Tyssøyna, Risøy, Vardøy, Golten y Viksøy. En total, el municipio abarca a 466 islas y roqueríos, sumando en total 110 km de línea costera.
El punto más alto es Førdesveten con una altura de 284 m.
El fiordo que separa Store Sotra del continente, Korsfjorden, es la ruta histórica hacia Bergen y llega a alcanzar 600m de profundidad. La ruta es traicionera, por lo que el servicio típico de pilotos Viksøy Losstasjon sigue vigente.

## Clima
En promedio, las lluvias anuales son de 1328mm, menor a los 2250mm registrados en Bergen. La temperatura promedio es de 7,6 °C, siendo el mes más frío febrero con un promedio de 2,1 °C y el más caluroso agosto con 12,8 °C.

### Asentamientos
Hay 6 espacios urbanos considerados por la Oficina Central de Estadísticas de Noruega dentro de los límites municipales. La localidad más poblada es Hammarsland, en el sur de Sund con 875 habitantes. Las otras villas son Tælavåg, Skogsvåg, Klokkarvik, Forland y Glesnes.

## Gobierno

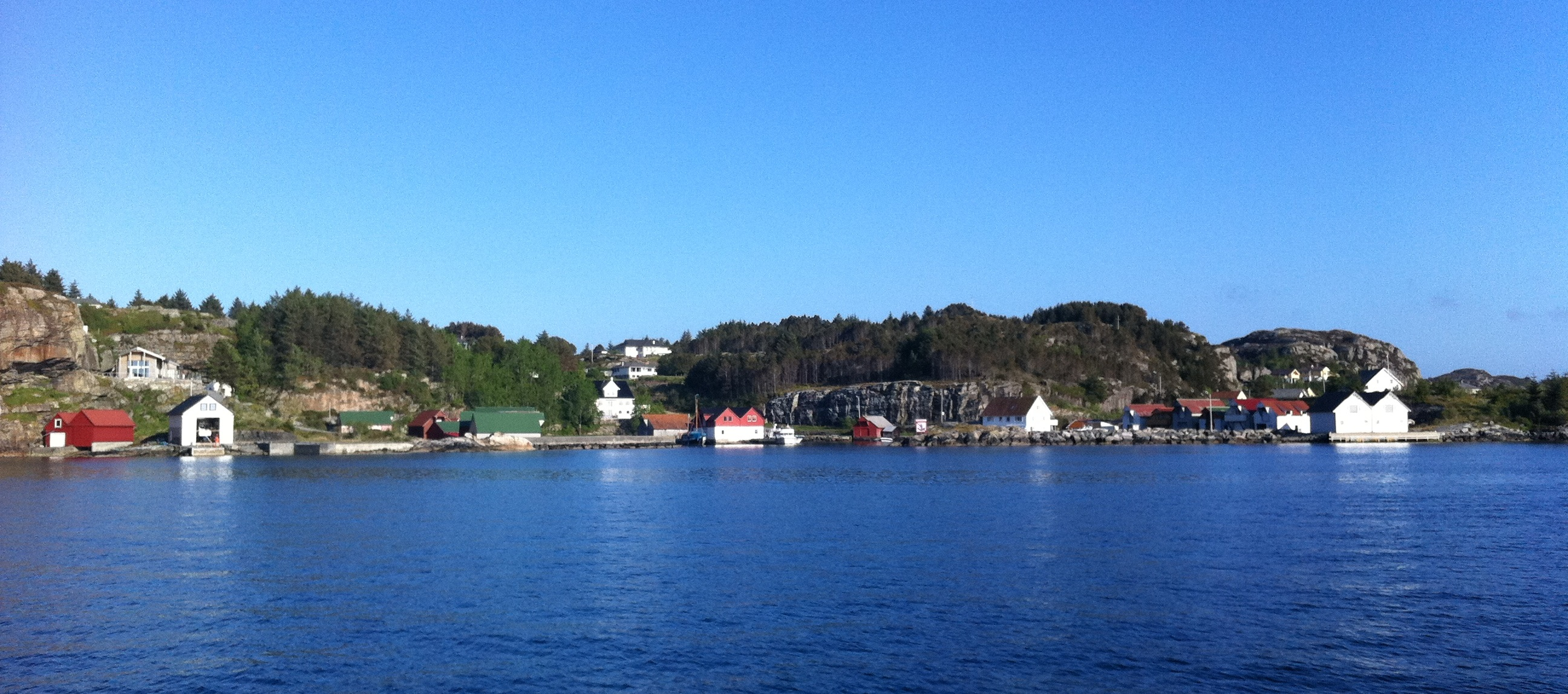
Vista de Toftevika

El municipio se encarga de la educación primaria, asistencia sanitaria, atención a la tercera edad, desempleo, servicios sociales, desarrollo económico, y mantención de caminos locales.

### Concejo municipal
El concejo municipal (Kommunestyre) tiene 25 representantes que son elegidos cada 4 años y estos eligen a un alcalde. Estos son:

### Sund Kommunestyre 2011-2015
| Partido                            | Número de representantes |
| ---------------------------------- | ------------------------ |
| Partido Laborista                  | 5                        |
| Partido del Progreso               | 4                        |
| Partido Conservador                | 11                       |
| Partido Demócrata Cristiano        | 1                        |
| Partido de Centro                  | 2                        |
| Partido de la Izquierda Socialista | 1                        |
| Partido Liberal de Noruega         | 1                        |